# Lycaena imanishii
Lycaena imanishii är en fjärilsart som beskrevs av Wayne N. Takeuchi 1936. Lycaena imanishii ingår i släktet Lycaena och familjen juvelvingar. Inga underarter finns listade i Catalogue of Life.